# Enfant Terrible (Film)
Enfant Terrible ist der 16. Spielfilm des Regisseurs Oskar Roehler und erzählt episodenhaft über den Zeitraum von 1967 bis 1982 aus dem Leben des deutschen Filmemachers Rainer Werner Fassbinder. Weltkino Filmverleih startete den Film am 1. Oktober 2020 in den deutschen Kinos. Der Film basiert auf dem Drehbuch von Klaus Richter.

## Handlung
Der Film zeigt zu Beginn eine Liedzeile des Chansons von Jeanne Moreau aus Fassbinders letztem Film Querelle: „Each man kills the thing he loves“, die ihrerseits ein Zitat aus Oscar Wildes letztem Werk Ballade of Reading Gaol ist.
Der Film zeigt in dramatischer Form und mit expressiver Bildsprache Episoden aus dem Leben Fassbinders und bringt dabei die vielen Facetten des Künstlers zur Geltung: vom genialen Dramatiker und Regisseur über den verzweifelt nach sich selbst und der Liebe Suchenden bis hin zum charismatischen Anführer, der seine Weg- und Lebensgefährten schikaniert und unerbittlich dazu antreibt, ein einzigartiges filmisches Werk zu schaffen. Der Anspruch Roehlers, sich mit seinem Film dem „Fassbinderschen Universum“ zu nähern, kommt in einer effektvollen Licht- und Farbdramaturgie sowie einem Szenenbild Fassbinderscher Prägung zum Ausdruck. Vor allem aber in der Bedeutung, die dem Schauspiel als kollektive Leistung beigemessen wird: ein hochkarätiges Ensemble um den Hauptdarsteller Oliver Masucci lässt die wichtigsten Akteure der von Fassbinder beeinflussten Richtung des Neuen Deutschen Films noch einmal auftreten – darunter einige, die selbst zum damals sogenannten Fassbinderschen „Clan“ gehörten und nun den einstigen Weggefährten ihre Reverenz erweisen.

## Produktion
Der Film ist eine Koproduktion von Bavaria Film, X Filme Creative Pool, WDR, Bayerischer Rundfunk und Arte. Er wurde in Köln und München gedreht, wobei es keine Außenaufnahmen, sondern ausschließlich Studioaufnahmen gibt. Der Film wurde produktionsgefördert von Film- und Medienstiftung NRW, Medienboard Berlin-Brandenburg, FilmFernsehFonds Bayern sowie Deutscher Filmförderfonds.
Der Film sollte ursprünglich am 28. Mai 2020 starten. Anfang Juni 2020 wurde bekannt, dass sich Enfant Terrible in der „offiziellen Selektion“, einer Auswahl von 56 Filmen der ursprünglich für Mai 2020 geplanten Filmfestspiele von Cannes befindet, die aufgrund der Coronavirus-Pandemie in ihrer gewohnten Form abgesagt wurden. Kinostart in Deutschland war dann der 1. Oktober 2020.

## Rezeption
Der US-amerikanische Aggregator Rotten Tomatoes erfasst 77 % wohlwollende Besprechungen und ordnet den Film dementsprechend als „Frisch“ ein.
Hauptdarsteller Oliver Masucci gewann im Jahr 2021 den Bayerischen Filmpreis und den Deutschen Filmpreis.